# Бурлинська сільська рада (Бурлинський район)
Бурли́нська сільська рада (рос. Бурлинский сельский совет) — сільське поселення у складі Бурлинського району Алтайського краю Росії.
Адміністративний центр — село Бурла.

## Історія
2011 року до складу Бурлинської сільської ради (село Бурла) включена територія ліквідованої Майської сільської ради (села Кінерал, Первомайське, Петровка, селище Мирний).

## Населення
Населення — 4103 особи (2019; 4719 в 2010, 5349 у 2002).

## Склад
До складу сільської ради входять:
| Населений пункт    | Населення, осіб (2002) | Населення, осіб (2010) |
| ------------------ | ---------------------- | ---------------------- |
| Бурла, село        | 4719                   | 4304                   |
| Кінерал, село      | 15                     | 9                      |
| Мирний, селище     | 28                     | 8                      |
| Первомайське, село | 287                    | 195                    |
| Петровка, село     | 300                    | 203                    |